# Lazar Jovanović
Pour les articles homonymes, voir Jovanović.
Lazar Jovanović (en serbe : Лазар Јовановић), né le 30 novembre 2006 à Novi Sad en Serbie, est un footballeur serbe qui évolue au poste d'ailier droit au VfB Stuttgart.

## Biographie

### En club
Né à Novi Sad en Serbie, Lazar Jovanović est formé par le club local du FK Vojvodina Novi Sad. Il joue son premier match en professionnel avec ce club, le 30 juillet 2023, à l'occasion de la première journée de la saison 2023-2024 de première division serbe face à l'Étoile rouge de Belgrade. Il entre en jeu lors de ce match perdu par son équipe (5-0 score final).
Lors de l'été 2024, Lazar Jovanović signe en faveur de l'un des plus importants clubs du pays, l'Étoile rouge de Belgrade. Le transfert est officialisé le 25 juin 2024 et il signe un contrat de trois ans, soit jusqu'en juin 2027.
Il marque son premier but pour le club le 15 décembre 2024, lors d'une rencontre de championnat face au FK Novi Pazar. Il entre en jeu et participe à la victoire de son équipe par sept buts à un.
Début février 2025, Jovanović est prêté jusqu'à la fin de la saison à l'OFK Belgrade par l'Étoile rouge de Belgrade.

### En sélection
Avec l'équipe de Serbie des moins de 17 ans, il joue au total huit matchs entre 2022 et 2023, et marque quatre buts.
Lazar Jovanović joue son premier match avec l'équipe de Serbie espoirs le 31 mai 2025, lors d'un match amical face à la Bulgarie. Il est titularisé et son équipe est battue par deux buts à un.

## Vie privée
Lazar Jovanović est le fils de Milan Jovanović, ancien international serbe passé notamment par le Standard de Liège, le Liverpool FC ou encore le RSC Anderlecht.